# Coupe de Suisse de football 1938-1939
Navigation
Édition précédente Édition suivante
La Coupe de Suisse 1938-1939 est la quatorzième édition de la Coupe de Suisse. Le Lausanne-Sports remporte son deuxième titre en battant en finale le FC Nordstern Bâle .

## Compétition

### Quarts de finale
Les quarts de finale ont lieu le 19 février 1939.
| Équipe 1                | Résultat | Équipe 2        |
| ----------------------- | -------- | --------------- |
| FC Brühl Saint-Gall     | 3 - 2    | Vevey-Sports    |
| Grasshopper Club Zurich | 4 - 0    | BSC Young Boys  |
| FC Nordstern Bâle       | 3 - 2    | FC Lugano       |
| Servette FC             | 1 - 2    | Lausanne-Sports |

### Demi-finales
Les demi-finales ont lieu le 5 mars 1939.
| Équipe 1          | Résultat | Équipe 2                |
| ----------------- | -------- | ----------------------- |
| FC Nordstern Bâle | 3 - 0    | FC Brühl Saint-Gall     |
| Lausanne-Sports   | 1 - 1    | Grasshopper Club Zurich |

Match d'appui le 7 avril 1939 :
| Équipe 1        | Résultat | Équipe 2                |
| --------------- | -------- | ----------------------- |
| Lausanne-Sports | 2 - 0    | Grasshopper Club Zurich |

### Finale
| 10 avril 1939. | Lausanne-Sports | 2 - 0   | FC Nordstern Bâle | Stade du Wankdorf, Berne |                      |
|                |                 | (2 - 0) |                   | Spectateurs : 15 000     | Spectateurs : 15 000 |